# Lebane (općina)
Općina Lebane (srpski: Општина Лебане) je općina u Jablaničkom okrugu u Srbiji. Središte općine je gradić Lebane. 

## Stanovništvo
Prema popisu stanovništva iz 2002. godine općina je imala 24.918 stanovnika, većinsko stanovništvo čine Srbi i Romi .

## Administrativna podjela
Općina Lebane podjeljena je na 39 naselja.
Bačevina • Bošnjace • Buvce • Veliko Vojlovce • Geglja • Goli Rid • Gornje Vranovce • Grgurovce • Donje Vranovce • Drvodelj • Ždeglovo • Klajić • Konjino • Krivača • Lalinovac • Lebane • Lipovica • Lugare • Malo Vojlovce • Nova Topola • Novo Selo • Pertate • Petrovac • Popovce • Poroštica • Prekopčelica • Radevce • Radinovac • Rafuna • Svinjarica • Sekicol • Slišane • Togočevce • Ćenovac • Cekavica • Šarce • Šilovo • Štulac • Šumane

## Vanjske poveznice
- Općina Lebane